# André Gorog
André Gorog est un pianiste français né le 22 octobre 1938 à Paris.

## Biographie
Il est le fils d'Eugène Gorog (ingénieur - né à Budapest en 1899 et lui-même pianiste amateur) et de Madeleine Falus (née à Miskolc en 1905 ). Il a pour frères le mathématicien Etienne Gorog (1935-2021) et le psychiatre Jean-Jacques Gorog (né en 1947).
Son père quitte la Hongrie en 1924 pour venir s'installer à Paris.
Durant la seconde guerre mondiale, pour échapper aux allemands, ses parents le placent en 1942 avec son frère Etienne dans la famille Vielpeau à Couesmes en Mayenne. Puis les parents  Gorog récupèrent leurs fils et partent à Saint-Siméon dans l’Orne avant de revenir à Couesmes en 1944 dans une ferme.
André Gorog commence le piano à l’âge de six ans. Il est l’un des derniers élèves de Marguerite Long. En 1959, il remporte le Premier prix de piano du Conservatoire national supérieur de Paris, suivi en 1960 et 1964 des premiers prix de musique de chambre et d’esthétique musicale du Conservatoire national supérieur de Paris. En 1964 il remporte le second prix du Concours international George Enescu à Bucarest, puis en  1966 le second prix du Concours international de Genève (meilleur pianiste). Il mène une carrière internationale qui l'amène à se produire dans les plus grandes salles du monde. Il joue ainsi en décembre 1969 dans la mythique salle du Carnegie Hall de New-York.
Il transmet aussi sa passion du piano en s'investissant dans les Jeunesses musicales de France et du Canada, et en réalisant l'émission musicale quotidienne La règle du jeu sur France Musique dans les années 70.
Il enregistre une douzaine d'albums vinyle en interprétant ses compositeurs favoris tels Chopin, Brahms, Liszt...
Pédagogue passionné et recherché, il enseigne à partir des années 80 à l'École normale de musique de Paris,,. Il a fait partie du jury du Concours international de piano d'Île-de-France.
André Gorog est aussi un passionné de tennis, longtemps classé en tête de 3e série.

## Récompenses
- 1959 : Premier Prix de piano du Conservatoire de Paris
- 1960 : Premier Prix de musique de chambre du Conservatoire de Paris
- 1964 : Premier Prix d'esthétique musicale du Conservatoire de Paris :
- 1964 : Second Prix du Concours international George Enescu à Bucarest
- 1966 : Second prix (premier nommé) du Concours internationalde Genève - meilleur pianiste[12]

## Discographie
- Moussorgski, Tableaux d'une exposition, Stravinsky, Petrouchka (1973), Chorus 19727
- Chopin, Études, Valses, Polonaises, Mazurkas et Nocturne (1973), Cetra  CAL 9351.2 / Chorus 19725 GU
- Le piano romantique, Œuvres de Weber, Beethoven, Schumann, Brahms, Schubert, Chopin, Liszt, Scriabine et Rachmaninov (1974), Imavox – IM 36014
- Bach, Chaconne pour la main gauche et autres œuvres (1975), Chorus 19734
- Brahms, Danses hongroises, Variations et fugues sur un thème de Haendel (1980), Calliope CAL 1626
- Liszt, Rhapsodies hongroises et Czardas, Chorus 19731
- Schumann, Carnaval Op. 9, Huit petites pièces, Papillons Op. 2, Productions Daniel Magne MAG 2007
- Soler, 9 sonates, Fandango (1987), BNL Productions BNL 112507

Compilations :
- Récital Chopin, André Gorog, Henri Goraieb et Ervin Pretorius, ballade, valses et études, (1980), Eurogram COF 25
- Le piano romantique, André Gorog et Henk Lagendaal, Œuvres de Weber, Beethoven, Schumann, Brahms, Schubert, Chopin, Liszt, Scriabine et Rachmaninov, (1975), Cetra DPU 16

En duo avec Bernard Ringeissen (morceaux à 4 mains ou 2 pianos)
- Stravinsky l'Œuvre pour piano (1977) Disques Adès 7074

Avec Bruno Rigutto et Jacques Dieval : 
- œuvres de Gartenlaub, Bartok et Chopin (1980), Columbia Records CBS S62704

## Productions radiophoniques
- La règle du jeu sur France Musique dans les années 70[13]
- Portraits en petites touches sur France Musique dans les années 70[14]

## Publications

### Méthode
- André Gorog, Exercices de perfection pour piano, Paris, Max Eschig (Référence ME8679), 1988, 39 p. (ISMN 979-0-045-03895-3)

### Article
- André Gorog, « Ravel au piano : impressionnisme ou expressionisme », Revue Internationale de Musique Française(RIMF), no 5,‎ juin 1981, p. 81-83 (ISSN 0244-2957, lire en ligne)

### Préface
- Valérie Jacquet-Betmalle et préface d'André Gorog, « Fiche BNF de Apprendre à déchiffrer [Musique imprimée] : suivi d'un chapitre sur l'accompagnement pianistique », Paris, Max Eschig (Référence ME8679), 1988